# Коньков, Юрий Владимирович
Юрий Владимирович Коньков (6 июля 1958, Целиноград, Казахская ССР, СССР) — советский футболист, казахстанский футбольный тренер.

## Футбольная карьера
Футбольная карьера Ю. В. Конькова прошла в алма-атинском «Кайрате», семипалатинском «Спартаке» и целиноградском «Целиннике». В 1976 году «Целинник» занимает 3 место во 2-й зоне 2 лиги Чемпионата СССР. В 1978 году команда повторяет такой же результат.
В качестве играющего тренера играл в алматинском «Достыке», «Актюбинце». В составе «Достыка» в 1993 году выиграл Кубок Казахстана по футболу. В 1995 году «Елимай» выигрывает Суперкубок, чемпионат и кубок.

## Тренерская карьера
Ю. В. Коньков в качестве тренера работал с Кайратом (Алматы), «Атырау» и грозненским «Тереком».
В 1997 и 1999 году Кайрат выигрывает бронзовые медали чемпионата.«Атырау» в 2001 и 2002 годах завоевывает серебро. А Терек в 2003 году занимает 4 место в 1 лиге чемпионата России. А в следующем году — выигрывает Кубок России по футболу и возвращается в Премьер-лигу.
В 2004 году Тараз под руководством Конькова выиграл Кубок Казахстана по футболу, выиграв в финале у «Кайрата» со счетом 1:0. А в 2005 году остановился в полуфинале, проиграв по пенальти «Кайрату». Работал главным тренером в павлодарском «Энергетике», «Кайрате», «Жетысу», «Астане-1964» (1 лига) и «Атырау».